# Решітчаста кістка

Решітчаста кістка (позначена червоним)

Реші́тчаста кістка (лат. os ethmoidale) — непарна кістка мозкового черепа. Утворює покрівлю носової порожнини. Латинська назва походить від грец. ἠθμός («сито», «решето»).

## Будова
Розташована решітчаста кістка між очноямковими частинами лобової кістки і спереду від клиноподібної кістки. Решітчаста кістка складається з трьох частин:
- дірчастої пластинки (lamina cribrosa ossis ethmoidalis);
- перпендикулярної пластинки (lamina perpendicularis ossis ethmoidalis);
- парного решітчастого лабіринту (labyrinthus ethmoidalis), що складається з двох латеральних мас.

Більша частина решітчастої кістки розташована в носовій порожнині.
- Дірчаста пластинка кістки розташована горизонтально, заходить у решітчасту вирізку лобової кістки й утворює верхню стінку носової порожнини. Назву пластинка отримала через те, що має близько 40 маленьких отворів, крізь які з носової порожнини черепа проходять волокна нюхових нервів та маленькі судини.
- Перпендикулярна пластинка відходить під прямим кутом від горизонтально розташованої дірчастої пластинки і має дві частини: верхню, що виступає над горизонтальною пластинкою й утворює випин — півнячий гребінь (crista galli), і нижню — видовжену, що опускається в порожнину носа і бере участь разом з лемешем у формуванні кісткової перегородки носа.
- Решітчасті лабіринти розташовані по обидва боки від перпендикулярної пластинки і складаються з великої кількості решітчастих комірок, що містять повітря, вони сполучаються між собою і з носовою порожниною. Разом з прилеглими відростками лобової, верхньощелепної, слізної, клиноподібної і піднебінної кісток лабіринт решітчастої кістки утворює решітчасті пазухи. Решітчасті комірки вистелені слизовою оболонкою, їх поділяють на передні, що відкриваються в середній носовий хід, середні і задні, що відкриваються у верхній носовий хід. На присередній стінці лабіринту, яка утворює бічну стінку носової порожнини, є ребристі відростки — верхні носові раковини та середні носові раковини. Бічна стінка решітчастого лабіринту називається очноямковою пластинкою, тому що утворює більшу частину присередньої стінки очної ямки. На задньому кінці середньої носової раковини є вигнутий гачкуватий відросток (processus uncinatus) для з'єднання з решітчастим відростком нижньої носової раковини. Ззаду від нього є випин — великий решітчастий пухир (bulla ethmoidalis), що являє собою одну з найбільших комірок лабіринту. Між гачкуватим відростком і решітчастим пухирем є лійкоподібна щілина — решітчаста лійка (infundibulum ethmoidale), через яку середній носовий хід сполучується з лобовою пазухою (sinus frontalis).

## Функції

### Роль у магніторецепції
Деякі птахи та інші мандрівні тварини мають відклади біологічного магнетиту в решітчастій кістці, що дозволяє їм відчувати напрямок силових ліній магнітного поля Землі. У людей теж присутні включення магнетиту, але вони мають розглядатися як рудимент.